# ウチのげんき予報
『ウチのげんき予報』（ウチのげんきよほう）は、新田朋子による日本の4コマ漫画。

## 概要
中日新聞（東京新聞、北陸中日新聞）や西日本新聞などのブロック紙の夕刊にて、2002年11月より連載。ブロック紙の夕刊に連載されている4コマ漫画では2023年現在最も長く連載されていた。
3世代6人家族の「大空一家」による、ほのぼのとした日常ホームコメディ。各地の地方紙で掲載されていることから、どの地域の読者にも身近に感じてもらうため、季節の話題には作者による配慮が施された。
2023年11月20日付の夕刊および翌21日付の朝刊で年内の連載終了が告知され、同年12月28日付の夕刊をもって完結した。総連載回数は6209回。
なお、中日新聞・西日本新聞では2024年1月以降、夕刊では4コマ漫画の掲載を休止している。

## 登場人物
登場人物の姓名は、天気に関する特徴がある。
大空晴太（おおぞら はれた）
9歳 小学3年生。わんぱくな男児。星の鑑賞と虫が好きで、特に虫に関しては母と姉から怖がられる。歯磨きをサボる癖があり、母と姉から注意されることが多い。物知りな面もある。
大空ユキ（おおぞら ユキ）
13歳 中学1年生。晴太の姉。母と祖母からは「お姉ちゃん」と呼ばれる。メガネをかけており、母同様に虫が嫌い。また、学校の体重測定では、食事を制限する見栄を張るところがある。中学生の割には冷静なところがあるが、学校の成績は中の下でお化けが苦手。たまに母のお手伝いをすることがある。
大空キリ子（おおぞら キリこ）
40代 主婦。晴太とユキの母。しっかり者であるが、おっちょこちょいのところもある。虫が大の苦手で、夫の要求を理不尽に否定したりするところもあるが、姑との関係は良好である。家族の休日が多かったり、お腹のポッコリを気にしたり、または晴太から「お母さんの顔をよく見ると結構、シワが多いね」や、かすみから「つむじに白髪が生えてるわよ」と指摘されて落ち込むこともある。
大空雲太郎（おおぞら くもたろう）
40代 サラリーマン。晴太とユキの父。娘同様にメガネをかけており、ビールに目がなく、ズボラでデリカシーに欠ける面もある。状況を理解せずに妻を怒らせたり、家族から不潔扱いされる面もあるが、基本的には良き父である。プロ野球のファン。口癖は「そうだね」「お…おう｣など。以前は喫煙者であったが、現在は禁煙している。
その反面、頭のてっぺんや枕の抜け毛を気にしたり、娘が将来大人になって結婚する話題になると耳を塞いだり、夏に浴衣を着ると異性にモテると気にしたり、ホワイトデーの話題には敏感でデリケートな面もある。妻と違い、子供には甘い面がある。
大空かすみ（おおぞら かすみ）
70歳前後 晴太とユキの祖母、雲太郎の母。感情が豊かで、食いしん坊。そのために自分の肥満を気になったり、昼間に寝ることが多く、夜中に眠れないことがある（そのために夏は蚊に刺されやすいことが多い）。嫁と関係は良好で孫に甘い面もあるが、夫にはシビアな面もある。「美人ですね」「若いですね」といったお世辞が特に弱い。
大空雷蔵（おおぞら らいぞう）
70歳前後 晴太とユキの祖父、雲太郎の父。妻とは対照的な体格で、ひと昔の常識を持ち、博識な面を持つ。高校野球のファン。妻のブレーキ役になることが多いが、その反面として雨が降った場合には洗濯物を自分のものしか片付けないことが多く、そのためか妻からあきられることもある。虫歯をそのまま放置している。老人扱いされるのを嫌う。かなりの出不精。
雨宮（あまみや）
晴太の同級生。名は不明。男子3人でいつもつるんでいる。
- その他に晴太とユキの同級生と、キリ子のママ友、雲太郎の同僚と後輩、かすみと雷蔵の旧友の夫婦なども登場する。

## 書誌情報
- 『ウチのげんき予報 大空一家です!』さくら舎 ※巻数表記なし
  1. 2017年1月12日発売 ISBN 978-4-86581-084-4 - 2015年1月5日から同年12月28日初出分までを収録
- 『ウチのげんき予報2 ばあちゃん! 万年ダイエッター!』 ※上記の続巻
  1. 2017年8月9日発売 ISBN 978-4-86581-114-8 - 2016年1月4日から12月28日初出分までを収録（巻頭カラーは書き下ろし）